# Tipula barbata
Tipula barbata är en tvåvingeart som beskrevs av Doane 1901. Tipula barbata ingår i släktet Tipula och familjen storharkrankar. Inga underarter finns listade i Catalogue of Life.